# Wielki skok gangu Olsena
Wielki skok Gangu Olsena (dun. Olsen-Bandens store kup, inne tłum. Wielki łup gangu Olsena) – duński barwny film komediowy z 1972 roku, czwarty film z popularnej serii o gangu Olsena. Film jest kontynuacją filmu Gang Olsena jedzie do Jutlandii z 1971 roku.
W obsadzie serii po raz pierwszy pojawił się Bjørn Watt-Boolsen (w roli szefa policji), który w późniejszych filmach grywał role czarnych charakterów. Był to też ostatni film z serii wykorzystujący stereotypowe żarty z niekompetentnych policjantów, których charakter zmienił się po wprowadzeniu w kolejnym filmie stałej postaci detektywa Jensena.

## Fabuła
Kopenhaga, film rozpoczyna scena kradzieży po drabinie przez okno kamienicy w wykonaniu trzyosobowego gangu Olsena. Wykorzystując zaangażowanie małżeństwa (sędziego sądu najwyższego i jego żony) w oglądanie w telewizji meczu w piłce nożnej pomiędzy Danią a sąsiednią Szwecją, pozbawiają ich kolekcji srebrnych wyrobów, wynosząc je za ich plecami. W czasie kradzieży gang Olsena zostaje obrabowany ze świeżych łupów przez konkurencyjny gang Króla i Waleta, którzy nożem terroryzują odbierającego na ulicy łupy otyłego Kjelda. Na dodatek transmisja meczu zostaje przerwana przez usterki techniczne, a znajdujący się w mieszkaniu sędziego Egon Olsen - elegancki miłośnik cygar - znów zostaje złapany na popełnianiu przestępstwa i znów trafia do tego samego więzienia.

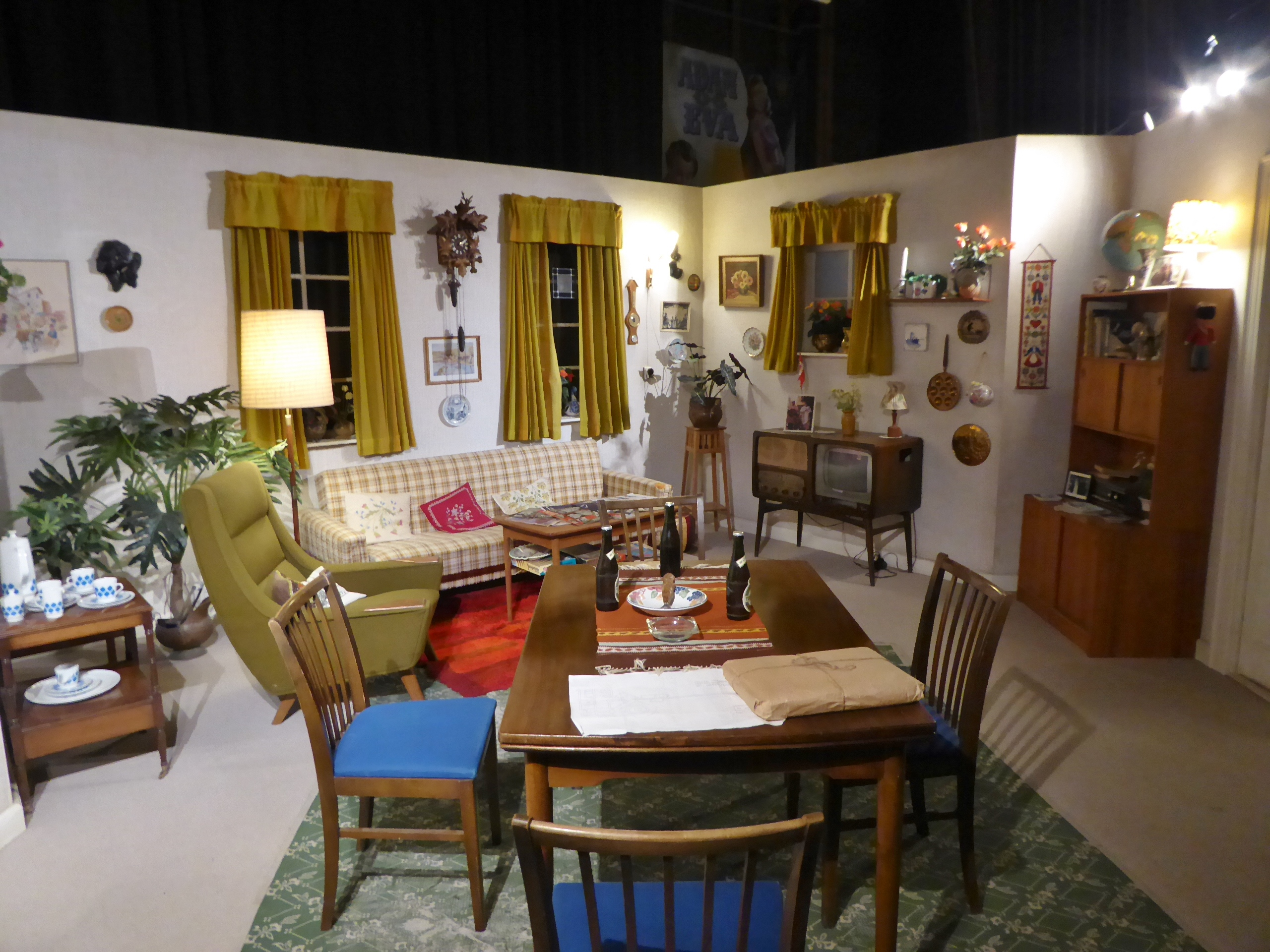
Inscenizacja mieszkania Jensenów, miejsca spotkań i narad członków gangu Olsena

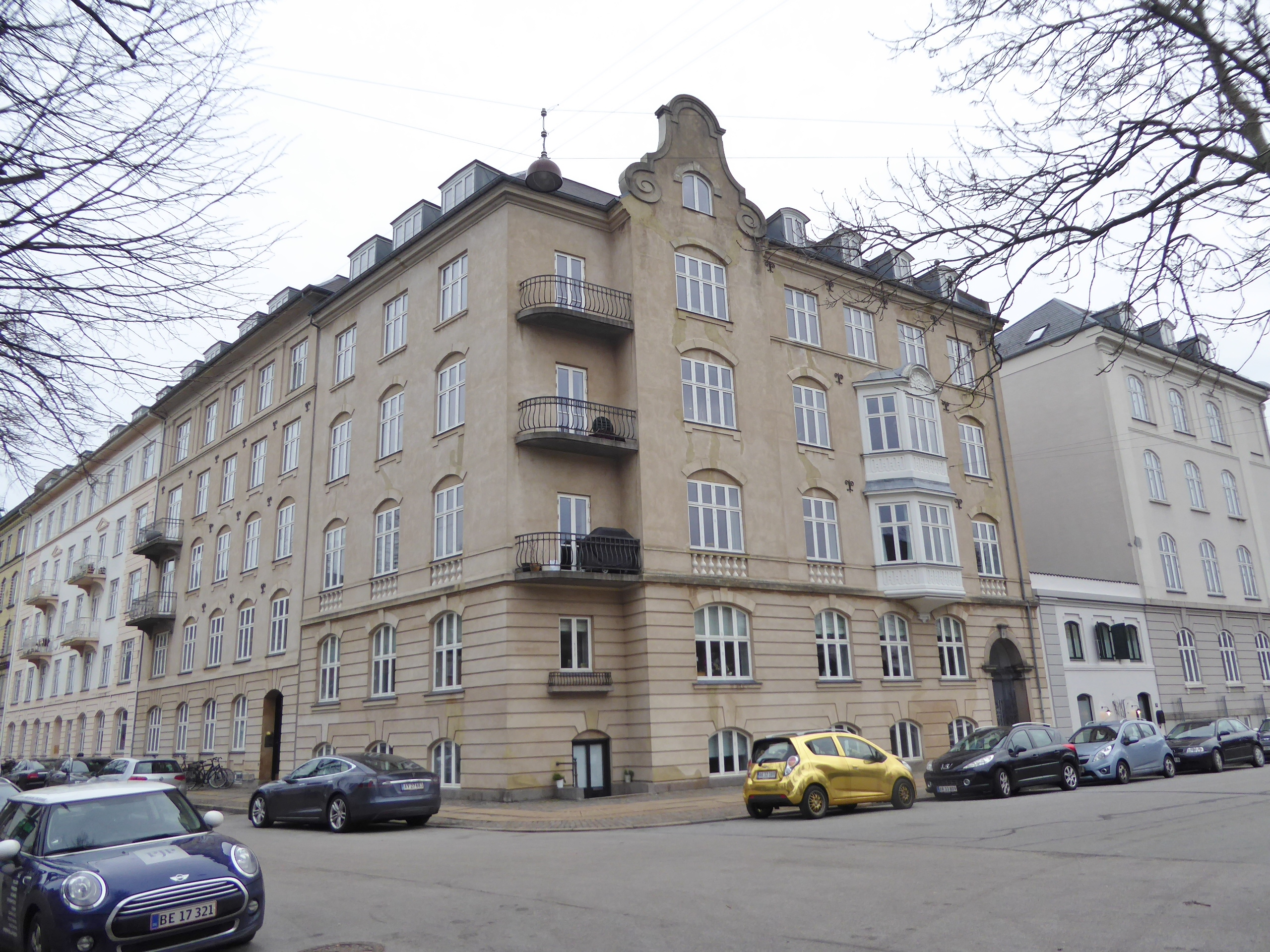
Kamienica, z której gang Olsena dokonuje kradzieży na początku filmu

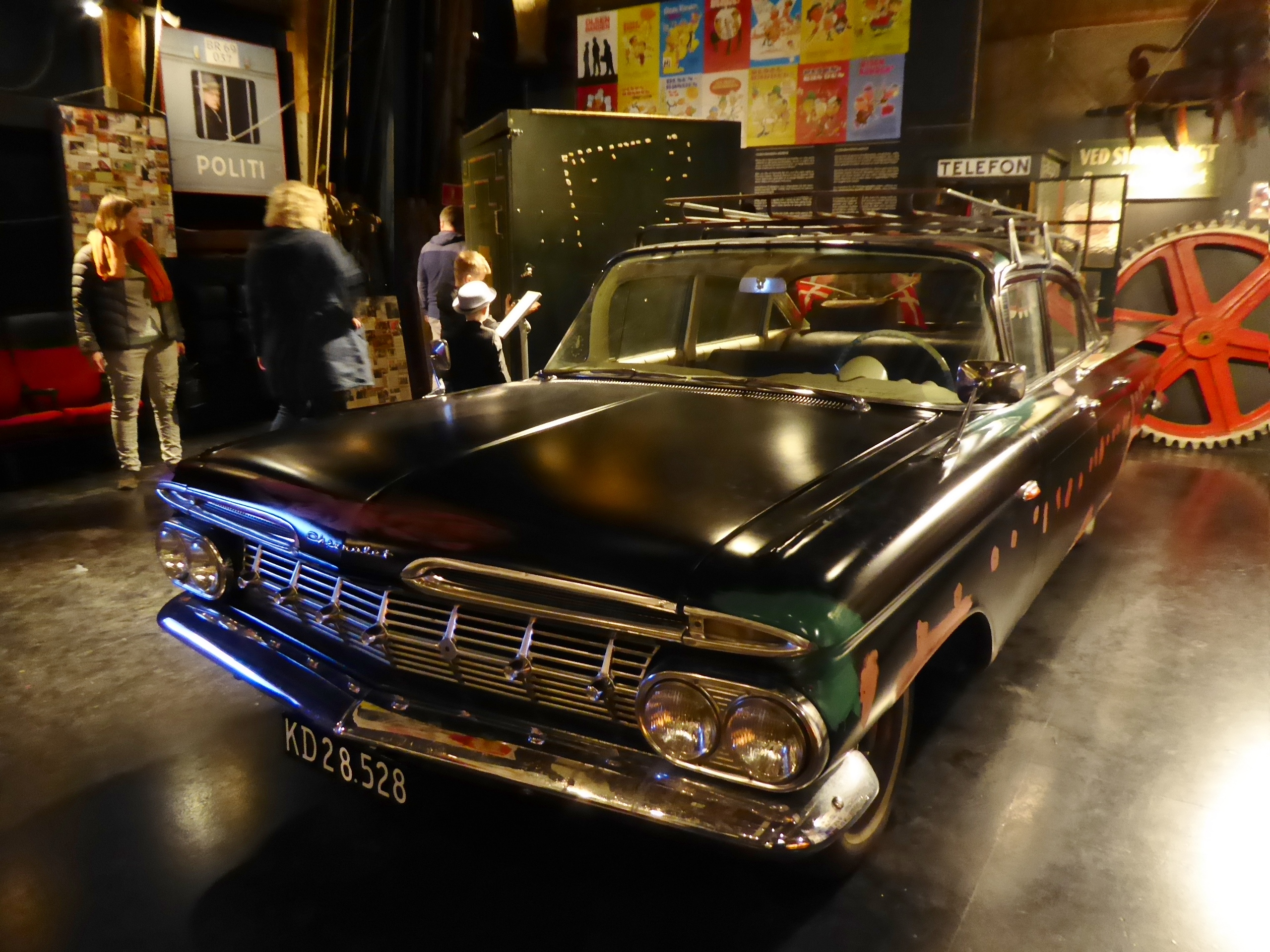
Zdezelowany Chevrolet Bel Air ’59, jakim porusza się gang Olsena

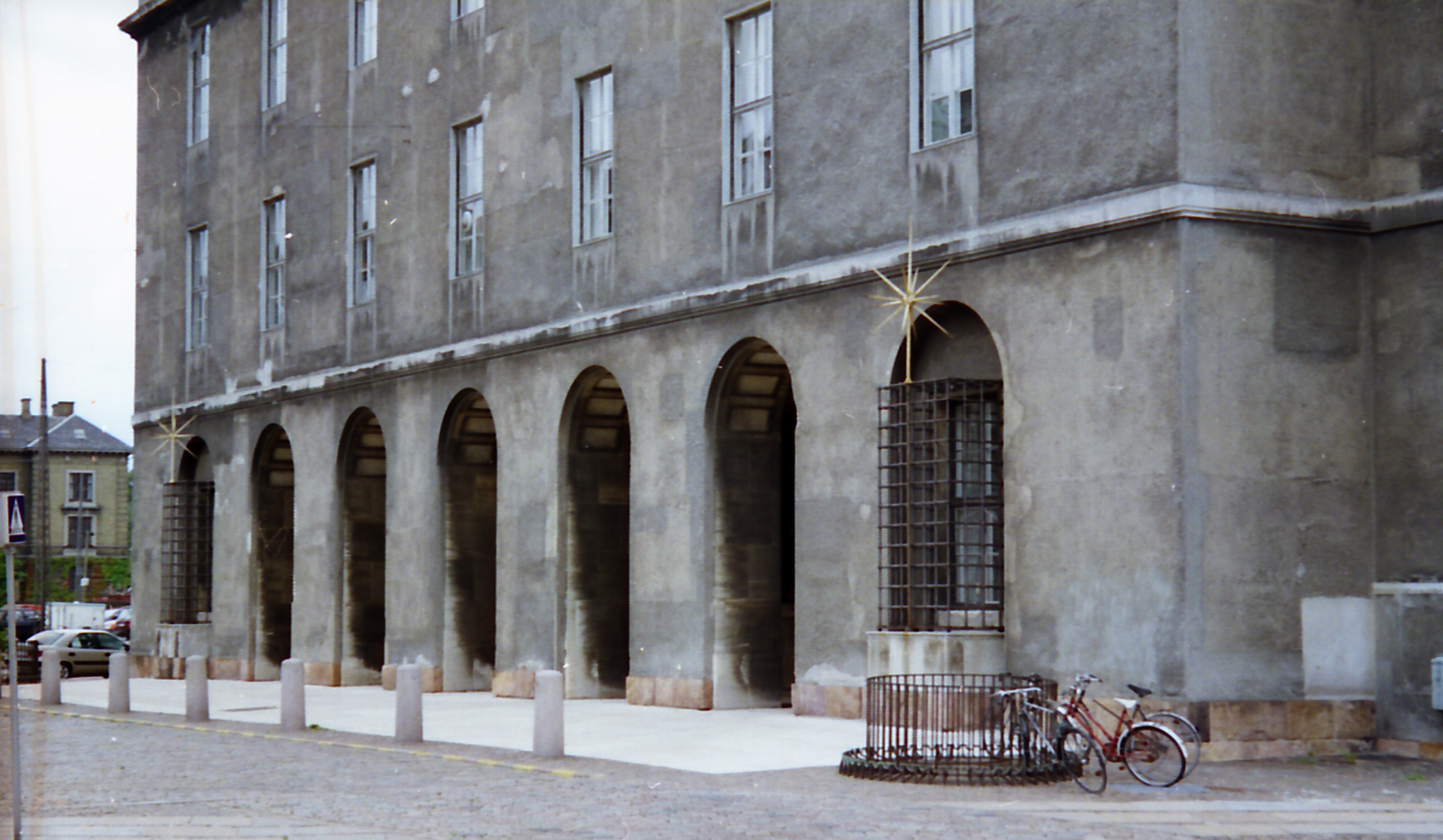
Kopenhaska komenda policji

Po odbyciu kary i wyjściu z zakładu karnego Egon organizuje kolejny - precyzyjnie opracowany co do sekundy - „skok”, dzięki któremu członkowie gangu w końcu mają stać się milionerami („skok skoków”). Ich celem ma być furgonetka transportująca do banku gotówkę w wysokości 4 milionów koron. Gang powoduje uszkodzenie nadwozia furgonetki bankowej, a w nocy włamuje się do naprawiającego ją warsztatu, gdzie palnikiem wycina otwór w podwoziu furgonetki. Po naprawieniu furgonetka powraca do normalnego użytkowania, tj. przewożenia gotówki. Następnie przez studzienkę kanalizacyjną Egon dostaje się od podwozia do wnętrza unieruchomionej przez gang na ulicy furgonetki i zabiera banknoty. Napad się udaje, jednak problemem staje się zatrzymanie łupu. Egon nie pozwala wspólnikom na wydawanie gotówki, by nie rzucało się w oczy, że nagle mają pieniądze.
Tymczasem szef dwuosobowego gangu Króla i Waleta, wspomaganego przez Sonję - atrakcyjną siostrę Waleta, dowiedziawszy się o rabunku od razu uznaje, że był on dziełem Olsena. Gang Olsena musi gdzieś ukryć banknoty spakowane do walizki. Oddają ją do przechowania w szatni kąpieliska, skąd podstępem wykrada ją gang Króla i Waleta. Na mieście Olsen ze wspólnikami spotykają Króla, Waleta i jego siostrę w eleganckich, drogich strojach, wysiadających z limuzyny pod drogim hotelem. Od razu domyślają się, że zostali okradzeni przez gang Króla i Waleta. Po dotarciu do szatni kąpieliska przekonują się, że walizka faktycznie zniknęła.
W obliczu utraty milionów kierowca Benny i Kjeld wracają do starej metody zdobywania pieniędzy, tj. nocnego włamania do sklepu. Tymczasem Egon podąża śladem Króla i odkrywa, że zdeponował on walizkę z gotówką w banku, na hasło Bernina. Olsen informuje policję o walizce ukrytej w banku, a gdy przybyły policjant odnosi walizkę do radiowozu, Olsen podmienia ją. Następnie z satysfakcją informuje telefonicznie gang Króla i Waleta, że odzyskał walizkę z milionami.
Gang Olsena z żoną i synem Kjelda odjeżdża na kopenhaskie lotnisko, skąd chcą polecieć na Majorkę. Na lotnisku zostają zatrzymani przez policjantów i poddani bezowocnemu osobistemu przeszukaniu, ponieważ nie mają przy sobie pieniędzy. Okazuje się, że walizkę dali na przechowanie sąsiadce, która pomyłkowo wydaje ją Waletowi. Okazuje się również, że jest to inna walizka, a właściwą ma gadatliwa Yvonne, która w wyniku roztrzepania i zaabsorbowania nadchodzącym bierzmowaniem syna gdzieś ją zgubiła. W tym samym czasie gang Olsena ściga policjant Mortensen.
Gang melinuje się w starym, drewnianym domku na lotnisku. Z rzeczy Yvonne i Kjelda, wystawionych na śmieci przy ich starym mieszkaniu, Olsenowi ponownie udaje się odzyskać walizkę, jednak nie tę, co trzeba. W drodze po walizkę Egon minął Sonję jadącą samochodem, więc domyśla się, że to ona wzięła walizkę, i rusza za nią w pogoń. Sonja z pieniędzmi wchodzi na pokład samolotu i odlatuje. Ponieważ chatka na lotnisku rozlatuje się od podmuchu samolotu, Yvonne otrzymuje od szefa policji pieniądze jako odszkodowanie, za które kupuje nowe wyposażenie do starego mieszkania. Ostatecznie rodzina Jensenów wraca do swego domu, a Egon wraca do starego więzienia.

## Obsada
- Ove Sprogøe - Egon Olsen
- Morten Grunwald - Benny Frandsen
- Poul Bundgaard - Kjeld Jensen
- Kirsten Walther - Yvonne Jensen, żona Kjelda
- Jes Holtsø - Børge Jensen, syn Yvonne i Kjelda
- Arthur Jensen - Król (Kongen)
- Poul Reichhardt - Walet (Knægten)
- Annika Persson - Sonja, siostra Waleta
- Jesper Langberg - policjant Mortensen
- Bjørn Watt-Boolsen - szef policji
- Poul Glargaard - pilot
- Asbjørn Andersen - Hubert
- Gotha Andersen - pracownik kąpieliska
- Helle Virkner